# 1879 en France
Chronologie de la France
- 1875
- 1876
- 1877
- 1878
- 1879
- 1880
- 1881
- 1882
- 1883

Cette page concerne l'année 1879 du calendrier grégorien.

## Événements
- 5 janvier : à la suite de la victoire républicaine aux élections municipales en 1878, le Sénat passe sous contrôle des partis républicains (66 sièges sur 82 lors du premier renouvellement par tiers)[1].
- 28 janvier : le président Mac-Mahon refuse de signer un décret destituant les généraux monarchistes de l'armée. Sans soutien parlementaire, il remet alors sa démission le 30 janvier, provoquant une élection présidentielle.
- 30 janvier : Jules Grévy, un républicain, devient président avec 563 voix sur 705 (fin en 1887)[2] et fait voter un amendement constitutionnel qui confère le pouvoir exécutif au président du Conseil. Le rôle du président devient essentiellement honorifique.
- 31 janvier : Léon Gambetta est élu président de la Chambre des députés par 314 voix sur 405 votants (fin le 10 novembre 1881)[3].

- 4 février : gouvernement William Henry Waddington[4]. Il s’engage dans une politique de laïcisation de l’État avec le dépôt de projets de loi contre les ordres enseignants. Jules Ferry devient ministre de l’Instruction publique.

- 14 février : La Marseillaise devient l'hymne national français[5].
- 20 février : une tempête d’origine atlantique ravage la France, à l’exception des côtes de la Manche[6].

- 3 mars : amnistie partielle des Communards[7].
- 15 mars :
  - Jules Ferry, ministre de l'Instruction publique du cabinet Waddington, dépose deux projets de loi. Le premier écarte les membres du clergé du Conseil supérieur de l'instruction publique, le second relatif à l'enseignement supérieur exclu de la direction des établissements d’enseignement public ou privé les membres des congrégations non autorisées dans son article 7, visant principalement les Jésuites. L’examen du projet provoque un débat houleux à la Chambre les 26 et 27 juin avant d'être adopté le 9 juillet, mais le Sénat repousse l'article 7 le 9 mars 1880[8].
  - Albert Grévy est nommé gouverneur général de l’Algérie (fin en 1881)[9].
- Avril : Ferdinand Cheval commence la construction de son « Palais idéal » à Hauterives[10].

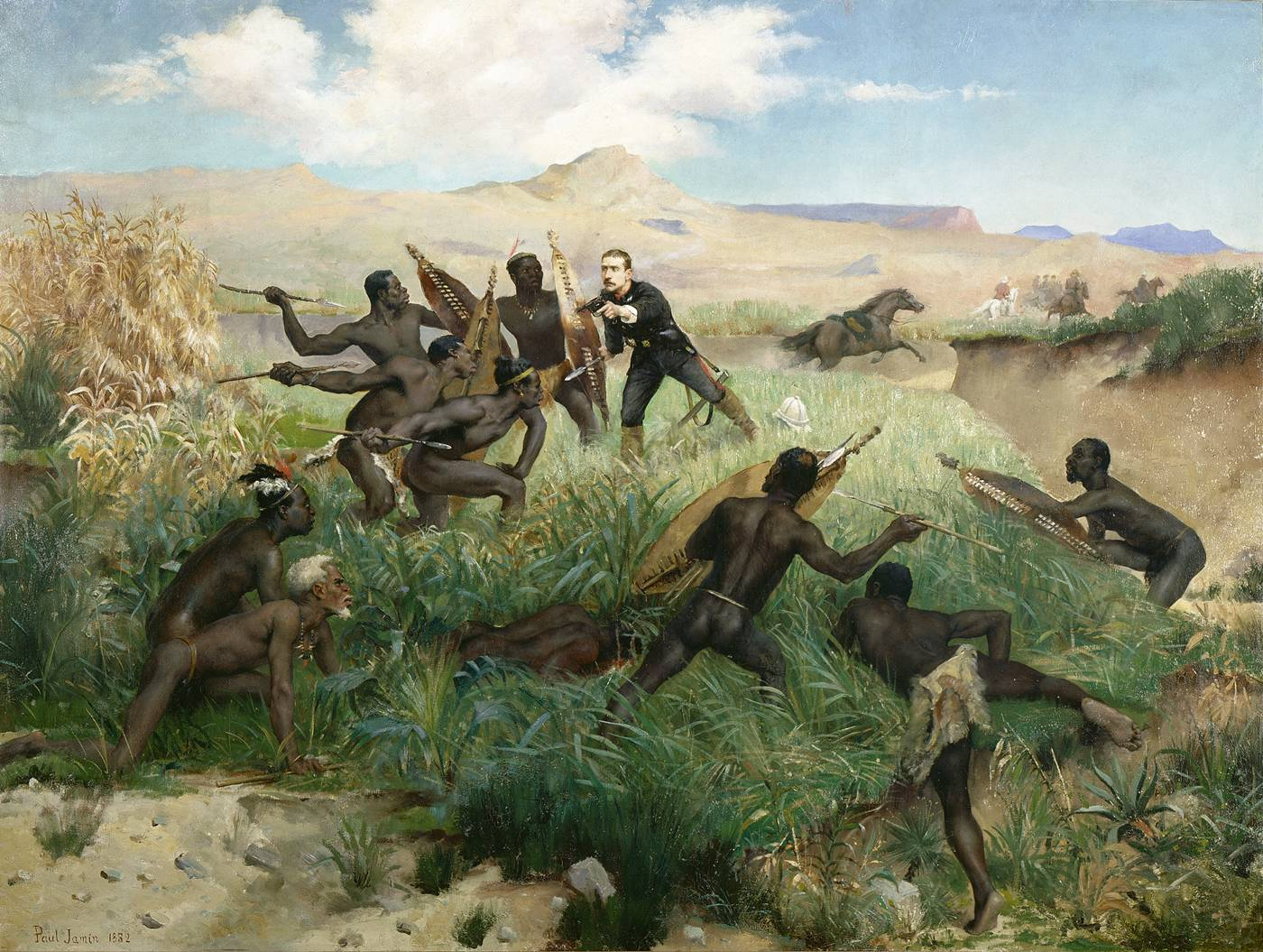
La mort du Prince impérial - Paul Jamin

- 1er juin : mort du Prince impérial, tué par les Zoulous[11].
- 19 juin : les deux chambres réunies en congrès au Palais-Bourbon votent la loi de révision constitutionnelle abrogeant l'article 9 de la loi constitutionnelle du 25 février 1875[12], promulguée par décret le 21 juin. Elle fixe à Paris le siège des pouvoirs publics[2].
- 26 juin : le Ministère des postes et télégraphes, créé le 5 février, accorde trois concessions pour l’exploitation commerciale du téléphone pour cinq ans, fusionnées en 1880 dans la Société générale des téléphones[13].
- 22 juillet : loi relative au siège du Pouvoir exécutif et des Chambres à Paris (transfert de Versailles)[12].

- 9 août : loi Paul Bert obligeant chaque département à avoir dans les quatre ans une École normale de garçons et une École normale de filles[14].

- 10 septembre, Sénégal : Lat Dyor Diop, damel (roi) du Cayor, sous protectorat français, signe le traité de construction de la ligne de chemin de fer Dakar-Saint-Louis du Sénégal[15].

- 20-31 octobre : les guesdistes deviennent majoritaires au congrès socialiste de Marseille[16] ; Jules Guesde, Paul Lafargue et Benoît Malon élaborent le programme du Parti ouvrier français, (fédération du parti des travailleurs socialistes de France), défenseur d’un socialisme collectiviste[17].

- 27 novembre : rentrée des députés au Palais-Bourbon[12].

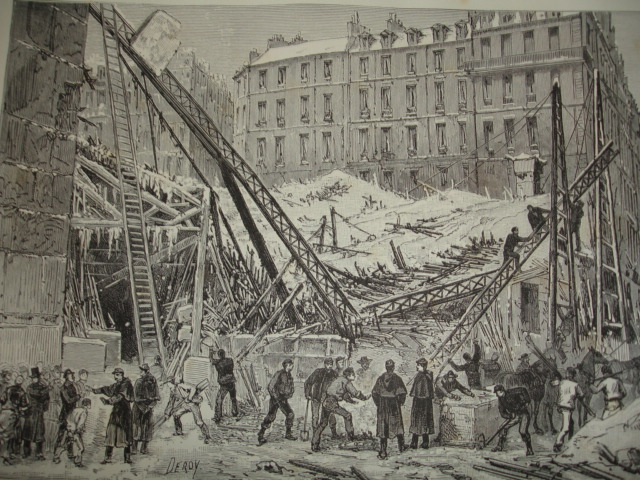
Effondrement du Marché Saint Martin en 1879 sous le poids de la neige.

- 2-28 décembre : grande vague de froid[18] ; c'est  l’hiver le plus froid jamais recensé en France. À Paris, le marché Saint-Martin s’écroule sous le poids de la neige. Certaines sources font mention d’une couche de neige de 1,50 m à Orléans, Nevers, Lyon et Dijon. Les records de froid sont atteints surtout autour du 10 décembre : la température la plus basse en plaine est mesurée à Saint-Dié avec -37 °C. Par ailleurs, il fait -33 °C à Langres, -30 °C aux environs de Nancy, -28 °C à Orléans et -23,9 °C à Paris. Tous les cours d’eau du Nord, du Centre et de l’Est de la France sont gelés. A Lyon, la couche de glace atteint 50 cm d’épaisseur sur la Saône.

- 21 décembre : démission du cabinet Waddington[3].
- 28 décembre : premier gouvernement Freycinet[4].